# Груповий етап Ліги Європи УЄФА 2009—2010
Матчі групового етапу Ліги Європи УЄФА 2009—2010 проходили з 17 вересня по 17 грудня 2009 року. Жеребкування пройшло 28 серпня.
На даному етапі брали участь 48 команд: 38 команд, які перемогли в раунді стикових матчів та 10 команд, які програли в раунді стикових матчів Ліги чемпіонів 2009—10. Команди були поділені на 12 груп по 4 команди в кожній групі. Дві перші команди із кожної групи продовжили змагання.
Починаючи з цього етапу матчі  обслуговувались п'ятьма польовими арбітрами: окрім говного та двох бокових рефері, були присутні два арбітри, що слідкували за штрафним майданчиком. Це нововведення є частиною експерименту, санкціонованого ФІФА. 

## Структура розподілу
Розподіл команд по групах проводився за коефіцієнтами УЄФА
| Кошик 1      | Кошик 1 |
| Команда      | Коеф.   |
| ------------ | ------- |
| Шахтар       | 74.370  |
| Вердер       | 91.339  |
| Вільяреал    | 80.853  |
| Рома         | 78.582  |
| ПСВ          | 75.826  |
| Спортінг     | 68.292  |
| Гамбург      | 67.339  |
| Бенфіка      | 64.292  |
| Валенсія     | 59.853  |
| Панатінаїкос | 56.633  |
| Аякс         | 54.826  |
| Стяуа        | 53.781  |

| Кошик 2     | Кошик 2 |
| Команда     | Коеф.   |
| ----------- | ------- |
| Фенербахче  | 52.445  |
| Базель      | 51.050  |
| Лілль       | 47.033  |
| Селтік      | 40.575  |
| Евертон     | 35.899  |
| Брюгге      | 34.065  |
| Геренвен    | 33.826  |
| Галатасарай | 33.445  |
| Андерлехт   | 32.065  |
| Аустрія     | 31.565  |
| Копенгаген  | 26.890  |
| Лаціо       | 26.582  |

| Кошик 3           | Кошик 3 |
| Команда           | Коеф.   |
| ----------------- | ------- |
| Герта             | 26.339  |
| Спарта            | 26.150  |
| Динамо Бухарест   | 25.781  |
| АЕК               | 25.633  |
| Славія Прага      | 25.150  |
| Левскі            | 24.250  |
| Атлетик           | 23.853  |
| Партизан          | 23.050  |
| Хапоель Тель-Авів | 18.050  |
| Твенте            | 17.826  |
| Динамо Загреб     | 16.466  |
| Фулхем            | 15.899  |

| Кошик 4            | Кошик 4 |
| Команда            | Коеф.   |
| ------------------ | ------- |
| ЦСКА Софія         | 14.250  |
| Тулуза             | 14.033  |
| ЧФР Клуж           | 13.781  |
| Дженоа             | 12.582  |
| Рапід Відень       | 8.565   |
| Тимішоара          | 7.781   |
| БАТЕ               | 7.733   |
| Насьонал           | 7.292   |
| Ред Булл Зальцбург | 6.565   |
| Штурм              | 3.565   |
| Вентспілс          | 2.832   |
| Шериф              | 1.333   |

## Критерії виходу при однаковій кількості очок
На основі абзацу 4.05 правил УЄФА поточного сезону, якщо дві або більше команд здобудуть рівну кількість очок в змаганнях на груповій стадії, для визначення тих, хто просувається далі, будуть застосовані такі критерії:
1. більша кількість очок, здобутих в матчах між цими командами;
2. краща різниця м'ячів в матчах між цими командами;
3. більша кількість м'ячів, забитих на виїзді в матчах між цими командами;
4. краща різниця м'ячів в усіх матчах групової стадії;
5. більша кількість м'ячів, забитих в усіх матчах;
6. більший коефіцієнт клубу і його асоціації за останні п'ять сезонів.

## Групи
| Легенда                                                |
| ------------------------------------------------------ |
| Команди, що пройшли до плей-оф                         |
| Команди, що вибули з подальшої боротьби в цьому сезоні |

Час центральноєвропейський (UTC+1)

### Група A
| М  | Команда       | І | В | Н | П | МЗ | МП | РМ | О  |
| -- | ------------- | - | - | - | - | -- | -- | -- | -- |
| 1. | Андерлехт     | 6 | 3 | 2 | 1 | 9  | 4  | +5 | 11 |
| 2. | Аякс          | 6 | 3 | 2 | 1 | 8  | 6  | +2 | 11 |
| 3. | Динамо Загреб | 6 | 2 | 0 | 4 | 6  | 8  | −2 | 61 |
| 4. | Тимішоара     | 6 | 1 | 2 | 3 | 4  | 9  | −5 | 5  |

| 17 вересня 2009 19:00 |

| Аякс | 0:0      | Тимішоара |
| ---- | -------- | --------- |
|      | Протокол |           |

| Амстердам-Арена, Амстердам Глядачів: 25 391 Арбітр: Алон Єфет (Ізраїль) |

| 17 вересня 2009 19:00 |

| Динамо Загреб | 0:2      | Андерлехт               |
| ------------- | -------- | ----------------------- |
|               | Протокол | Бернардес 74' Лежар 88' |

| Максимір, Загреб Глядачів: 15 000 Арбітр: Жолт Сабо (Угорщина) |

| 1 жовтня 2009 21:05 |

| Андерлехт | 1:1      | Аякс          |
| --------- | -------- | ------------- |
| Лежар 85' | Протокол | Роммедаль 72' |

| Констант Ванден Сток, Андерлехт Глядачів: 23 000 Арбітр: Крістінн Якобссон (Ісландія) |

| 1 жовтня 2009 21:05 |

| Тимішоара | 0:3      | Динамо Загреб                    |
| --------- | -------- | -------------------------------- |
|           | Протокол | Бадель 8' Саммір 52' Моралес 59' |

| Дан Палтінішану, Тимішоара Глядачів: 10 000 Арбітр: Петер Расмуссен (Данія) |

| 22 жовтня 2009 21:05 |

| Тимішоара | 0:0      | Андерлехт |
| --------- | -------- | --------- |
|           | Протокол |           |

| Дан Палтінішану, Тимішоара Глядачів: 10 000 Арбітр: Клаудіо Чиркетта (Швейцарія) |

| 22 жовтня 2009 21:05 |

| Аякс                           | 2:1      | Динамо Загреб |
| ------------------------------ | -------- | ------------- |
| Суарес 3' (пен.) Роммедаль 81' | Протокол | Томечак 90+3' |

| Амстердам-Арена, Амстердам Глядачів: 30 700 Арбітр: Томас Айнваллер (Австрія) |

| 5 листопада 2009 19:00 |

| Андерлехт                                 | 3:1      | Тимішоара |
| ----------------------------------------- | -------- | --------- |
| Суарес 29' (пен.) Буссуфа 69' Лежар 90+5' | Протокол | Паркс 51' |

| Констант Ванден Сток, Андерлехт Глядачів: 14 000 Арбітр: Тоні Шапрон (Франція) |

| 5 листопада 2009 19:00 |

| Динамо Загреб | 0:2      | Аякс                       |
| ------------- | -------- | -------------------------- |
|               | Протокол | Пантелич 13' де Зеув 45+1' |

| Максимір, Загреб Глядачів: 01 Арбітр: Майкл Леслі Дін (Англія) |

| 2 грудня 2009 21:05 |

| Тимішоара | 1:2      | Аякс                   |
| --------- | -------- | ---------------------- |
| Гога 2'   | Протокол | Суарес 8' Пантелич 46' |

| Дан Палтінішану, Тимішоара Глядачів: 8 085 Арбітр: Паоло Тальявенто (Італія) |

| 2 грудня 2009 21:05 |

| Андерлехт | 0:1      | Динамо Загреб |
| --------- | -------- | ------------- |
|           | Протокол | Слепічка 57'  |

| Констант Ванден Сток, Андерлехт Арбітр: Дуглас Макдональд (Шотландія) |

| 17 грудня 2009 19:00 |

| Аякс            | 1:3      | Андерлехт                 |
| --------------- | -------- | ------------------------- |
| Емануельсон 77' | Протокол | Лукаку 13', 22' Лежар 43' |

| Амстердам-Арена, Амстердам Глядачів: 36 156 Арбітр: Джюнейт Чакир (Туреччина) |

| 17 грудня 2009 19:00 |

| Динамо Загреб    | 1:2      | Тимішоара          |
| ---------------- | -------- | ------------------ |
| Скутару 80' (аг) | Протокол | Букур 67' Гога 84' |

| Максимір, Загреб Глядачів: 01 Арбітр: Карлос Веласко Карбальо (Іспанія) |

### Група B
| М  | Команда      | І | В | Н | П | МЗ | МП | РМ | О  |
| -- | ------------ | - | - | - | - | -- | -- | -- | -- |
| 1. | Валенсія     | 6 | 3 | 3 | 0 | 12 | 8  | +4 | 12 |
| 2. | Лілль        | 6 | 3 | 1 | 2 | 15 | 9  | +6 | 10 |
| 3. | Дженоа       | 6 | 2 | 1 | 3 | 8  | 10 | −2 | 7  |
| 4. | Славія Прага | 6 | 0 | 3 | 3 | 5  | 13 | −8 | 3  |

| 17 вересня 2009 19:00 |

| Лілль        | 1:1      | Валенсія |
| ------------ | -------- | -------- |
| Жервіньо 86' | Протокол | Мата 78' |

| Лілль-Метрополь, Лілль Глядачів: 14 676 Арбітр: Александру Дан Тудор (Румунія) |

| 17 вересня 2009 19:00 |

| Дженоа                | 2:0      | Славія Прага |
| --------------------- | -------- | ------------ |
| Сапатер 4' Скуллі 39' | Протокол |              |

| Луїджі Ферраріс, Генуя Глядачів: 20 629 Арбітр: Жорж Соуза (Португалія) |

| 1 жовтня 2009 21:05 |

| Славія Прага     | 1:5      | Лілль                                              |
| ---------------- | -------- | -------------------------------------------------- |
| Белаїд 6' (пен.) | Протокол | Сухі 47' (аг) Фро 71' Жервіньо 85', 90+1' Суке 88' |

| Еден, Прага Глядачів: 9 158 Арбітр: Роберт Шергенхофер (Аустрія) |

| 1 жовтня 2009 21:05 |

| Валенсія                              | 3:2      | Дженоа                         |
| ------------------------------------- | -------- | ------------------------------ |
| Сільва 52' Жигич 56' Вілья 82' (пен.) | Протокол | Флоккарі 43' Харджа 64' (пен.) |

| Месталья, Валенсія Глядачів: 23 000 Арбітр: Джюнейт Чакир (Туреччина) |

| 22 жовтня 2009 21:05 |

| Валенсія    | 1:1      | Славія Прага |
| ----------- | -------- | ------------ |
| Наварро 63' | Протокол | Наумов 28'   |

| Месталья, Валенсія Глядачів: 18 000 Арбітр: Серж Гюм'єнні (Бельгія) |

| 22 жовтня 2009 21:05 |

| Лілль                              | 3:0      | Дженоа |
| ---------------------------------- | -------- | ------ |
| Обраньяк 38' Віттек 63' Хазард 84' | Протокол |        |

| Лілль-Метрополь, Лілль Глядачів: 16 500 Арбітр: Дарко Чеферін (Словенія) |

| 5 листопада 2009 19:00 |

| Славія Прага         | 2:2      | Валенсія                     |
| -------------------- | -------- | ---------------------------- |
| Янда 79' Грайчар 82' | Протокол | Хоакін 22' (пен.) Мадуро 47' |

| Еден, Прага Глядачів: 10 624 Арбітр: Свейн Моен (Норвегія) |

| 5 листопада 2009 19:00 |

| Дженоа                              | 3:2      | Лілль                |
| ----------------------------------- | -------- | -------------------- |
| Паласіо 14' Креспо 58' Скуллі 90+2' | Протокол | Фро 76' Жервіньо 84' |

| Луїджі Ферраріс, Генуя Глядачів: 18 000 Арбітр: Бас Нейхейс (Нідерланди) |

| 2 грудня 2009 21:05 |

| Валенсія                | 3:1      | Лілль       |
| ----------------------- | -------- | ----------- |
| Хоакін 3', 32' Мата 53' | Протокол | Шеджу 90+1' |

| Месталья, Валенсія Глядачів: 20 000 Арбітр: Майкл Леслі Дін (Англія) |

| 2 грудня 2009 21:05 |

| Славія Прага | 0:0      | Дженоа |
| ------------ | -------- | ------ |
|              | Протокол |        |

| Еден, Прага Глядачів: 9 443 Арбітр: Кнут Кірхер (Німеччина) |

| 17 грудня 2009 19:00 |

| Лілль                               | 3:1      | Славія Прага |
| ----------------------------------- | -------- | ------------ |
| Кабай 25' Жервіньо 40' Обраньяк 80' | Протокол | Влчек 56'    |

| Лілль-Метрополь, Лілль Глядачів: 15 358 Арбітр: Ханнес Каасік (Естонія) |

| 17 грудня 2009 19:00 |

| Дженоа     | 1:2      | Валенсія                  |
| ---------- | -------- | ------------------------- |
| Креспо 51' | Протокол | Сальтор 45+1' Вілья 90+5' |

| Луїджі Ферраріс, Генуя Глядачів: 25 000 Арбітр: Алан Келлі (Ірландія) |

### Група C
| М  | Команда           | І | В | Н | П | МЗ | МП | РМ | О  |
| -- | ----------------- | - | - | - | - | -- | -- | -- | -- |
| 1. | Хапоель Тель-Авів | 6 | 4 | 0 | 2 | 13 | 8  | +5 | 12 |
| 2. | Гамбург           | 6 | 3 | 1 | 2 | 7  | 6  | +1 | 10 |
| 3. | Селтік            | 6 | 1 | 3 | 2 | 7  | 7  | 0  | 6  |
| 4. | Рапід Відень      | 6 | 1 | 2 | 3 | 8  | 14 | −6 | 5  |

| 17 вересня 2009 19:00 |

| Хапоель Тель-Авів      | 2:1      | Селтік      |
| ---------------------- | -------- | ----------- |
| Вучичевич 75' Лала 88' | Протокол | Самарас 25' |

| Блумфілд, Тель-Авів Глядачів: 11 000 Арбітр: Пол Аллертс (Бельгія) |

| 17 вересня 2009 19:00 |

| Рапід Відень                      | 3:0      | Гамбург |
| --------------------------------- | -------- | ------- |
| Хофманн 35' Єлавич 44' Драцан 76' | Протокол |         |

| Ернст-Гаппель-Штадіон, Відень2 Глядачів: 49 850 Арбітр: Іван Бебек (Хорватія) |

| 1 жовтня 2009 21:05 |

| Гамбург                              | 4:2      | Хапоель Тель-Авів   |
| ------------------------------------ | -------- | ------------------- |
| Берг 5', 12' Еліа 41' Зе Роберто 77' | Протокол | Шехтер 36' Єбоа 61' |

| Нордбанк Арена, Гамбург Глядачів: 29 976 Арбітр: Іштван Вод (Угорщина) |

| 1 жовтня 2009 21:05 |

| Селтік         | 1:1      | Рапід Відень |
| -------------- | -------- | ------------ |
| Макдональд 21' | Протокол | Єлавич 4'    |

| Селтік Парк, Глазго Глядачів: 42 013 Арбітр: Бруну Пайшау (Португалія) |

| 22 жовтня 2009 21:05 |

| Селтік | 0:1      | Гамбург  |
| ------ | -------- | -------- |
|        | Протокол | Берг 63' |

| Селтік Парк, Глазго Глядачів: 38 821 Арбітр: Джанлука Роккі (Італія) |

| 22 жовтня 2009 21:05 |

| Хапоель Тель-Авів                                              | 5:1      | Рапід Відень |
| -------------------------------------------------------------- | -------- | ------------ |
| Добер 30' (аг) Ментешашвілі 54' Шехтер 59' Вермут 69' Лала 90' | Протокол | Хофманн 31'  |

| Блумфілд, Тель-Авів Глядачів: 12 500 Арбітр: Крістінн Якобссон (Ісландія) |

| 5 листопада 2009 19:00 |

| Гамбург | 0:0      | Селтік |
| ------- | -------- | ------ |
|         | Протокол |        |

| Нордбанк Арена, Гамбург Глядачів: 45 037 Арбітр: Карлос Веласко Карбальо (Іспанія) |

| 5 листопада 2009 19:00 |

| Рапід Відень | 0:3      | Хапоель Тель-Авів            |
| ------------ | -------- | ---------------------------- |
|              | Протокол | Ядін 13' Вермут 65' Начо 70' |

| Ернст-Гаппель-Штадіон, Відень2 Глядачів: 49 000 Арбітр: Томмі Шервен (Норвегія) |

| 2 грудня 2009 21:05 |

| Селтік                 | 2:0      | Хапоель Тель-Авів |
| ---------------------- | -------- | ----------------- |
| Самарас 22' Робсон 68' | Протокол |                   |

| Селтік Парк, Глазго Глядачів: 32 000 Арбітр: Тоні Асумяя (Фінляндія) |

| 2 грудня 2009 21:05 |

| Гамбург            | 2:0      | Рапід Відень |
| ------------------ | -------- | ------------ |
| Янсен 47' Берг 53' | Протокол |              |

| Нордбанк Арена, Гамбург Глядачів: 45 737 Арбітр: Бас Нейхейс (Нідерланди) |

| 17 грудня 2009 19:00 |

| Хапоель Тель-Авів | 1:0      | Гамбург |
| ----------------- | -------- | ------- |
| Єбоа 23'          | Протокол |         |

| Блумфілд, Тель-Авів Глядачів: 15 164 Арбітр: Олексій Ніколаєв (Росія) |

| 17 грудня 2009 19:00 |

| Рапід Відень             | 3:3      | Селтік                          |
| ------------------------ | -------- | ------------------------------- |
| Єлавич 1', 8' Саліхі 19' | Протокол | Фортюне 24', 67' Макгоуен 90+1' |

| Ернст-Гаппель-Штадіон, Відень2 Глядачів: 48 000 Арбітр: Роберт Малек (Польща) |

### Група D
| М  | Команда    | І | В | Н | П | МЗ | МП | РМ | О  |
| -- | ---------- | - | - | - | - | -- | -- | -- | -- |
| 1. | Спортінг   | 6 | 3 | 2 | 1 | 8  | 6  | +2 | 11 |
| 2. | Герта      | 6 | 3 | 1 | 2 | 6  | 5  | +1 | 10 |
| 3. | Гееренвеен | 6 | 2 | 2 | 2 | 11 | 7  | +4 | 8  |
| 4. | Вентспілс  | 6 | 0 | 3 | 3 | 3  | 10 | −7 | 3  |

| 17 вересня 2009 19:00 |

| Герта     | 1:1      | Вентспілс   |
| --------- | -------- | ----------- |
| Піщек 34' | Протокол | Гаурачс 48' |

| Олімпіаштадіон, Берлін Глядачів: 13 454 Арбітр: Алан Келлі (Ірландія) |

| 17 вересня 2009 19:00 |

| Гееренвеен             | 2:3      | Спортінг              |
| ---------------------- | -------- | --------------------- |
| Сібон 12' Дінгсдаг 77' | Протокол | Лієдсон 17', 40', 88' |

| Абе Ленстра, Гееренвеен Глядачів: 26 000 Арбітр: Олексій Ніколаєв (Росія) |

| 1 жовтня 2009 21:05 |

| Спортінг  | 1:0      | Герта |
| --------- | -------- | ----- |
| Сілва 18' | Протокол |       |

| Алваладе XXI, Лісабон Глядачів: 16 197 Арбітр: Серж Гюм'єнні (Бельгія) |

| 1 жовтня 2009 21:05 |

| Вентспілс | 0:0      | Гееренвеен |
| --------- | -------- | ---------- |
|           | Протокол |            |

| Сконто, Рига3 Глядачів: 3 500 Арбітр: Олег Орєхов (Україна) |

| 22 жовтня 2009 21:05 |

| Вентспілс          | 1:2      | Спортінг               |
| ------------------ | -------- | ---------------------- |
| Лайзанс 64' (пен.) | Протокол | Велозу 6' Моутінью 85' |

| Сконто, Рига3 Глядачів: 4 500 Арбітр: Саша Кевер (Швейцарія) |

| 22 жовтня 2009 21:05 |

| Герта | 0:1      | Гееренвеен |
| ----- | -------- | ---------- |
|       | Протокол | Лосада 36' |

| Олімпіаштадіон, Берлін Глядачів: 13 134 Арбітр: Костас Капітаніс (Кіпр) |

| 5 листопада 2009 19:00 |

| Спортінг    | 1:1      | Вентспілс      |
| ----------- | -------- | -------------- |
| Салейру 22' | Протокол | Дзамперіні 15' |

| Алваладе XXI, Лісабон Глядачів: 18 103 Арбітр: Александар Ставрев (Македонія) |

| 5 листопада 2009 19:00 |

| Гееренвеен          | 2:3      | Герта                                |
| ------------------- | -------- | ------------------------------------ |
| Пападопулос 3', 36' | Протокол | Домовчийськи 21', 52' Віхнярек 90+1' |

| Абе Ленстра, Гееренвеен Глядачів: 18 000 Арбітр: Павел Крістіан Балай (Румунія) |

| 3 грудня 2009 21:05 |

| Вентспілс | 0:1      | Герта       |
| --------- | -------- | ----------- |
|           | Протокол | Раффаел 12' |

| Сконто, Рига3 Глядачів: 7 200 Арбітр: Іштван Вод (Угорщина) |

| 3 грудня 2009 21:05 |

| Спортінг    | 1:1      | Гееренвеен  |
| ----------- | -------- | ----------- |
| Грімі 90+1' | Протокол | Ассайді 47' |

| Алваладе XXI, Лісабон Глядачів: 12 204 Арбітр: Павел Краловець (Чехія) |

| 16 грудня 2009 19:00 |

| Герта     | 1:0      | Спортінг |
| --------- | -------- | -------- |
| Качар 70' | Протокол |          |

| Олімпіаштадіон, Берлін Глядачів: 14 417 Арбітр: Олексій Кульбаков (Білорусь) |

| 16 грудня 2009 19:00 |

| Гееренвеен                                     | 5:0      | Вентспілс |
| ---------------------------------------------- | -------- | --------- |
| Вейрінен 55' Ельм 58' Сібон 77', 78' Янмат 88' | Протокол |           |

| Абе Ленстра, Гееренвеен Глядачів: 18 000 Арбітр: Роберт Шергенхофер (Австрія) |

### Група E
| М  | Команда    | І | В | Н | П | МЗ | МП | РМ  | О  |
| -- | ---------- | - | - | - | - | -- | -- | --- | -- |
| 1. | Рома       | 6 | 4 | 1 | 1 | 10 | 5  | +5  | 13 |
| 2. | Фулхем     | 6 | 3 | 2 | 1 | 8  | 6  | +2  | 11 |
| 3. | Базель     | 6 | 3 | 0 | 3 | 10 | 7  | +3  | 9  |
| 4. | ЦСКА Софія | 6 | 0 | 1 | 5 | 2  | 12 | −10 | 1  |

| 17 вересня 2009 19:00 |

| ЦСКА Софія | 1:1      | Фулхем     |
| ---------- | -------- | ---------- |
| Мішель 62' | Протокол | Камара 65' |

| Васил Левський, Софія 4 Глядачів: 28 000 Арбітр: Дарко Чеферін (Словенія) |

| 17 вересня 2009 19:00 |

| Базель                      | 2:0      | Рома |
| --------------------------- | -------- | ---- |
| Карлітуш 11' Альмерарес 87' | Протокол |      |

| Санкт-Якоб Парк, Базель Глядачів: 16 459 Арбітр: Карлос Веласко Карбальо (Іспанія) |

| 1 жовтня 2009 21:05 |

| Рома                   | 2:0      | ЦСКА Софія |
| ---------------------- | -------- | ---------- |
| Окака 19' Перротта 23' | Протокол |            |

| Стадіо Олімпіко, Рим Глядачів: 20 000 Арбітр: Владімір Гриняк (Словаччина) |

| 1 жовтня 2009 21:05 |

| Фулхем    | 1:0      | Базель |
| --------- | -------- | ------ |
| Мерфі 57' | Протокол |        |

| Крейвен Коттедж, Лондон Глядачів: 16 100 Арбітр: Міхаель Вайнер (Німеччина) |

| 22 жовтня 2009 21:05 |

| Фулхем        | 1:1      | Рома            |
| ------------- | -------- | --------------- |
| Хангеланн 24' | Протокол | Андреоллі 90+3' |

| Крейвен Коттедж, Лондон Глядачів: 23 561 Арбітр: Пол Аллертс (Бельгія) |

| 22 жовтня 2009 21:05 |

| ЦСКА Софія | 0:2      | Базель        |
| ---------- | -------- | ------------- |
|            | Протокол | Фрей 20', 63' |

| Васил Левський, Софія 4 Глядачів: 17 000 Арбітр: Жорж Соуза (Португалія) |

| 5 листопада 2009 19:00 |

| Рома                | 2:1      | Фулхем            |
| ------------------- | -------- | ----------------- |
| Ріїсе 69' Окака 76' | Протокол | Камара 19' (пен.) |

| Стадіо Олімпіко, Рим Глядачів: 20 000 Арбітр: Кевін Блом (Нідерланди) |

| 5 листопада 2009 19:00 |

| Базель                            | 3:1      | ЦСКА Софія |
| --------------------------------- | -------- | ---------- |
| Хелаберт 35' Фрей 41' (пен.), 67' | Протокол | Янчев 61'  |

| Санкт-Якоб Парк, Базель Глядачів: 15 255 Арбітр: Олег Орєхов (Україна) |

| 3 грудня 2009 21:05 |

| Фулхем   | 1:0      | ЦСКА Софія |
| -------- | -------- | ---------- |
| Гера 15' | Протокол |            |

| Крейвен Коттедж, Лондон Глядачів: 23 604 Арбітр: Павел Крістіан Балай (Румунія) |

| 3 грудня 2009 21:05 |

| Рома                         | 2:1      | Базель      |
| ---------------------------- | -------- | ----------- |
| Тотті 32' (пен.) Вучинич 59' | Протокол | Хюггель 18' |

| Стадіо Олімпіко, Рим Глядачів: 27 000 Арбітр: Тоні Шапрон (Франція) |

| 16 грудня 2009 19:00 |

| ЦСКА Софія | 0:3      | Рома                          |
| ---------- | -------- | ----------------------------- |
|            | Протокол | Черчі 45+1', 52' Скардіна 89' |

| Васил Левський, Софія 4 Глядачів: 10 000 Арбітр: Александар Ставрев (Македонія) |

| 16 грудня 2009 19:00 |

| Базель                       | 2:3      | Фулхем                   |
| ---------------------------- | -------- | ------------------------ |
| Фрей 64' (пен.) Штреллер 87' | Протокол | Замора 41', 45' Гера 77' |

| Санкт-Якоб Парк, Базель Глядачів: 20 063 Арбітр: Стефан Йоганнессон (Швеція) |

4 ЦСКА Софія проводила домашні матчі групового етапу на стадіоні Васил Левський оскільки домашня арена Болгарська Армія не відповідала вимогам УЄФА.

### Група F
| М  | Команда         | І | В | Н | П | МЗ | МП | РМ | О  |
| -- | --------------- | - | - | - | - | -- | -- | -- | -- |
| 1. | Галатасарай     | 6 | 4 | 1 | 1 | 12 | 4  | +8 | 13 |
| 2. | Панатінаїкос    | 6 | 4 | 0 | 2 | 7  | 4  | +3 | 12 |
| 3. | Динамо Бухарест | 6 | 2 | 0 | 4 | 4  | 12 | −8 | 6  |
| 4. | Штурм           | 6 | 1 | 1 | 4 | 3  | 6  | −3 | 4  |

| 17 вересня 2009 19:00 |

| Панатінаїкос    | 1:3      | Галатасарай                          |
| --------------- | -------- | ------------------------------------ |
| Салпінгідіс 78' | Протокол | Елано 5' Барош 48' Сарр'єгі 58' (аг) |

| Олімпійський стадіон, Афіни 5 Глядачів: 46 791 Арбітр: Паоло Тальявенто (Італія) |

| 17 вересня 2009 19:00 |

| Штурм | 0:1      | Динамо Бухарест |
| ----- | -------- | --------------- |
|       | Протокол | Тамаш 80'       |

| UPC-Арена, Грац Глядачів: 12 500 Арбітр: Тоні Асумяя (Фінляндія) |

| 1 жовтня 2009 21:05 |

| Динамо Бухарест | 0:1      | Панатінаїкос  |
| --------------- | -------- | ------------- |
|                 | Протокол | Карагуніс 79' |

| Динамо, Бухарест Глядачів: 0 6 Арбітр: Сесар Муніс Фернандес (Іспанія) |

| 1 жовтня 2009 21:05 |

| Галатасарай | 1:1      | Штурм         |
| ----------- | -------- | ------------- |
| Барош 63'   | Протокол | Байхлер 45+1' |

| Алі Самі Єн, Стамбул Глядачів: 22 400 Арбітр: Бас Нейхейс (Нідерланди) |

| 22 жовтня 2009 21:05 |

| Галатасарай                                | 4:1      | Динамо Бухарест |
| ------------------------------------------ | -------- | --------------- |
| К'юелл 32' Нонда 42', 46' Елано 58' (пен.) | Протокол | Боштіне 61'     |

| Алі Самі Єн, Стамбул Глядачів: 22 000 Арбітр: Мартін Інгварссон (Швеція) |

| 22 жовтня 2009 21:05 |

| Панатінаїкос           | 1:0      | Штурм |
| ---------------------- | -------- | ----- |
| Салпінгідіс 60' (пен.) | Протокол |       |

| Олімпійський стадіон, Афіни 5 Глядачів: 31 127 Арбітр: Петер Расмуссен (Данія) |

| 5 листопада 2009 19:00 |

| Динамо Бухарест | 0:3      | Галатасарай                    |
| --------------- | -------- | ------------------------------ |
|                 | Протокол | К'юелл 22' Нонда 24' Топал 56' |

| Динамо, Бухарест Глядачів: 0 6 Арбітр: Міхаель Вайнер (Німеччина) |

| 5 листопада 2009 19:00 |

| Штурм | 0:1      | Панатінаїкос  |
| ----- | -------- | ------------- |
|       | Протокол | Кацураніс 70' |

| UPC-Арена, Грац Глядачів: 15 322 Арбітр: Павел Краловец (Чехія) |

| 3 грудня 2009 21:05 |

| Галатасарай       | 1:0      | Панатінаїкос |
| ----------------- | -------- | ------------ |
| Жилберто 50' (аг) | Протокол |              |

| Алі Самі Єн, Стамбул Глядачів: 14 000 Арбітр: Іван Бебек (Хорватія) |

| 3 грудня 2009 21:05 |

| Динамо Бухарест  | 2:1      | Штурм          |
| ---------------- | -------- | -------------- |
| Нікулае 41', 57' | Протокол | Зоннляйтнер 5' |

| Динамо, Бухарест Глядачів: 3 000 Арбітр: Бруну Пайшау (Португалія) |

| 16 грудня 2009 19:00 |

| Панатінаїкос                | 3:0      | Динамо Бухарест |
| --------------------------- | -------- | --------------- |
| Рукавина 54' Сіссе 80', 85' | Протокол |                 |

| Олімпійський стадіон, Афіни 5 Глядачів: 19 617 Арбітр: Кевін Блом (Нідерланди) |

| 16 грудня 2009 19:00 |

| Штурм       | 1:0      | Галатасарай |
| ----------- | -------- | ----------- |
| Байхлер 20' | Протокол |             |

| UPC-Арена, Грац Глядачів: 15 500 Арбітр: Дарко Чеферін (Словенія) |

5 Панатінаїкос грав домашні матчі групового етапу на Олімпійському стадіоні в Афінах оскільки домашня арена Марфін буде відкрита тільки у 2010 році.
6 Динамо Бухарест зіграга два домашні матчі без глядачів через поведінку своїх фанів під час матчу в раунді стикових матчів.

### Група G
| М  | Команда            | І | В | Н | П | МЗ | МП | РМ | О  |
| -- | ------------------ | - | - | - | - | -- | -- | -- | -- |
| 1. | Ред Булл Зальцбург | 6 | 6 | 0 | 0 | 9  | 2  | +7 | 18 |
| 2. | Вільяреал          | 6 | 3 | 0 | 3 | 8  | 6  | +2 | 9  |
| 3. | Лаціо              | 6 | 2 | 0 | 4 | 9  | 10 | −1 | 6  |
| 4. | Левскі             | 6 | 1 | 0 | 5 | 1  | 9  | −8 | 3  |

| 17 вересня 2009 21:05 |

| Лаціо     | 1:2      | Ред Булл Зальцбург   |
| --------- | -------- | -------------------- |
| Фоджа 59' | Протокол | Шимер 82' Янко 90+3' |

| Стадіо Олімпіко, Рим Глядачів: 25 000 Арбітр: Саїд Еннжимі (Франція) |

| 17 вересня 2009 21:05 |

| Вільяреал  | 1:0      | Левскі |
| ---------- | -------- | ------ |
| Нілмар 72' | Протокол |        |

| Ель Мадригаль, Вільярреал Глядачів: 5,244 Арбітр: Майкл Леслі Дін (Англія) |

| 1 жовтня 2009 19:00 |

| Левскі | 0:4      | Лаціо                                          |
| ------ | -------- | ---------------------------------------------- |
|        | Протокол | Матузалем 22' Сарате 45+1' Мегні 67' Роккі 74' |

| Георгі Аспарухов, Софія Глядачів: 16 500 Арбітр: Микола Іванов (Росія) |

| 1 жовтня 2009 19:00 |

| Ред Булл Зальцбург | 2:0      | Вільяреал |
| ------------------ | -------- | --------- |
| Янко 21' Чої 84'   | Протокол |           |

| Ред Булл Арена, Зальцбург Глядачів: 18 800 Арбітр: Костас Капітаніс (Кіпр) |

| 22 жовтня 2009 19:00 |

| Ред Булл Зальцбург | 1:0      | Левскі |
| ------------------ | -------- | ------ |
| Швенто 45+2'       | Протокол |        |

| Ред Булл Арена, Зальцбург Глядачів: 17 800 Арбітр: Ханнес Каасік (Естонія) |

| 22 жовтня 2009 19:00 |

| Лаціо                  | 2:1      | Вільяреал  |
| ---------------------- | -------- | ---------- |
| Сарате 20' Роккі 90+2' | Протокол | Егурен 40' |

| Стадіо Олімпіко, Рим Глядачів: 20 000 Арбітр: Іван Бебек (Хорватія) |

| 5 листопада 2009 21:05 |

| Левскі | 0:1      | Ред Булл Зальцбург |
| ------ | -------- | ------------------ |
|        | Протокол | Шимер 90+3'        |

| Георгі Аспарухов, Софія Глядачів: 15 000 Арбітр: Джюнейт Чакир (Туреччина) |

| 5 листопада 2009 21:05 |

| Вільяреал                                      | 4:1      | Лаціо      |
| ---------------------------------------------- | -------- | ---------- |
| Пірес 2', 15' (пен.) Кані 13' Россі 83' (пен.) | Протокол | Сарате 73' |

| Ель Мадригаль, Вільярреал Глядачів: 15 000 Арбітр: Кнут Кірхер (Німеччина) |

| 2 грудня 2009 19:00 |

| Ред Булл Зальцбург  | 2:1      | Лаціо     |
| ------------------- | -------- | --------- |
| Афолабі 52' Чої 78' | Протокол | Фоджа 57' |

| Ред Булл Арена, Зальцбург Глядачів: 26 270 Арбітр: Александру Дан Тудор (Румунія) |

| 2 грудня 2009 19:00 |

| Левскі | 0:2      | Вільяреал           |
| ------ | -------- | ------------------- |
|        | Протокол | Россі 36' Сенна 84' |

| Георгі Аспарухов, Софія Глядачів: 5 000 Арбітр: Пол Аллертс (Бельгія) |

| 17 грудня 2009 21:05 |

| Лаціо | 0:1      | Левскі    |
| ----- | -------- | --------- |
|       | Протокол | Йовов 61' |

| Стадіо Олімпіко, Рим Глядачів: 3 000 Арбітр: Вільям Коллам (Шотландія) |

| 17 грудня 2009 21:05 |

| Вільяреал | 0:1      | Ред Булл Зальцбург |
| --------- | -------- | ------------------ |
|           | Протокол | Швенто 7'          |

| Ель Мадригаль, Вільярреал Глядачів: 6 500 Арбітр: Владімір Гриняк (Словаччина) |

### Група H
| М  | Команда    | І | В | Н | П | МЗ | МП | РМ | О  |
| -- | ---------- | - | - | - | - | -- | -- | -- | -- |
| 1. | Фенербахче | 6 | 5 | 0 | 1 | 8  | 3  | +5 | 15 |
| 2. | Твенте     | 6 | 2 | 2 | 2 | 5  | 6  | −1 | 8  |
| 3. | Шериф      | 6 | 1 | 2 | 3 | 4  | 5  | −1 | 5  |
| 4. | Стяуа      | 6 | 0 | 4 | 2 | 3  | 6  | −3 | 4  |

| 17 вересня 2009 21:05 |

| Стяуа | 0:0      | Шериф |
| ----- | -------- | ----- |
|       | Протокол |       |

| Стяуа, Бухарест Глядачів: 07 Арбітр: Павел Краловець (Чехія) |

| 17 вересня 2009 21:05 |

| Фенербахче | 1:2      | Твенте          |
| ---------- | -------- | --------------- |
| Топуз 71'  | Протокол | Н'Куфо 75', 80' |

| Шюкрю Сараджоглу, Стамбул Глядачів: 35 000 Арбітр: Клаудіо Чиркетта (Швейцарія) |

| 1 жовтня 2009 19:00 |

| Твенте | 0:0      | Стяуа |
| ------ | -------- | ----- |
|        | Протокол |       |

| Гролс Весте, Енсхеде Глядачів: 19 200 Арбітр: Джанлука Роккі (Італія) |

| 1 жовтня 2009 19:00 |

| Шериф | 0:1      | Фенербахче |
| ----- | -------- | ---------- |
|       | Протокол | Алекс 53'  |

| Шериф, Тирасполь Глядачів: 13 000 Арбітр: Александар Ставрев (Македонія) |

| 22 жовтня 2009 19:00 |

| Шериф                   | 2:0      | Твенте |
| ----------------------- | -------- | ------ |
| Баліма 41' Франса 90+4' | Протокол |        |

| Шериф, Тирасполь Глядачів: 10 000 Арбітр: Тоні Асумяя (Фінляндія) |

| 22 жовтня 2009 19:00 |

| Стяуа | 0:1      | Фенербахче        |
| ----- | -------- | ----------------- |
|       | Протокол | Казім-Річардс 59' |

| Стяуа, Бухарест Глядачів: 15 000 Арбітр: Дуглас Макдональд (Шотландія) |

| 5 листопада 2009 21:05 |

| Твенте       | 2:1      | Шериф          |
| ------------ | -------- | -------------- |
| Стох 7', 89' | Протокол | Тіоте 67' (аг) |

| Гролс Весте, Енсхеде Глядачів: 19 000 Арбітр: Олексій Кульбаков (Білорусь) |

| 5 листопада 2009 21:05 |

| Фенербахче                            | 3:1      | Стяуа         |
| ------------------------------------- | -------- | ------------- |
| Андре Сантос 15' Біліка 51' Алекс 67' | Протокол | Капетанос 38' |

| Шюкрю Сараджоглу, Стамбул Глядачів: 26 000 Арбітр: Томас Айнваллер (Австрія) |

| 2 грудня 2009 19:00 |

| Шериф     | 1:1      | Стяуа    |
| --------- | -------- | -------- |
| Дьєду 83' | Протокол | Тоха 87' |

| Шериф, Тирасполь Глядачів: 12 500 Арбітр: Томмі Шервен (Норвегія) |

| 2 грудня 2009 19:00 |

| Твенте | 0:1      | Фенербахче |
| ------ | -------- | ---------- |
|        | Протокол | Лугано 71' |

| Гролс Весте, Енсхеде Глядачів: 24 000 Арбітр: Сесар Муніс Фернандес (Іспанія) |

| 17 грудня 2009 21:05 |

| Стяуа         | 1:1      | Твенте   |
| ------------- | -------- | -------- |
| Капетанос 18' | Протокол | Стам 35' |

| Стяуа, Бухарест Глядачів: 500 Арбітр: Жорж Соуза (Португалія) |

| 17 грудня 2009 21:05 |

| Фенербахче     | 1:0      | Шериф |
| -------------- | -------- | ----- |
| Угур Борал 15' | Протокол |       |

| Шюкрю Сараджоглу, Стамбул Глядачів: 15 000 Арбітр: Жолт Сабо (Угорщина) |

7 Друга домашня гра яку Стяуа проведе без глядачів через поведінку своїх фанів під час матчу другого кваліфікаційного раунду з клубом Уйпешт.

### Група I
| М  | Команда | І | В | Н | П | МЗ | МП | РМ  | О  |
| -- | ------- | - | - | - | - | -- | -- | --- | -- |
| 1. | Бенфіка | 6 | 5 | 0 | 1 | 13 | 3  | +10 | 15 |
| 2. | Евертон | 6 | 3 | 0 | 3 | 7  | 9  | −2  | 9  |
| 3. | БАТЕ    | 6 | 2 | 1 | 3 | 7  | 9  | −2  | 7  |
| 4. | АЕК     | 6 | 1 | 1 | 4 | 5  | 11 | −6  | 4  |

| 17 вересня 2009 21:05 |

| Бенфіка                    | 2:0      | БАТЕ |
| -------------------------- | -------- | ---- |
| Нуну Гомеш 36' Кардосо 41' | Протокол |      |

| Ештадіу да Луж, Лісабон Глядачів: 34 953 Арбітр: Кнут Кірхер (Німеччина) |

| 17 вересня 2009 21:05 |

| Евертон                               | 4:0      | АЕК |
| ------------------------------------- | -------- | --- |
| Йобо 10' Дістен 17' Пієнар 37' Жо 82' | Протокол |     |

| Ґудісон-Парк, Ліверпуль Глядачів: 26 747 Арбітр: Роберт Малек (Польща) |

| 1 жовтня 2009 19:00 |

| БАТЕ           | 1:2      | Евертон                |
| -------------- | -------- | ---------------------- |
| Ліхтарович 16' | Протокол | Феллені 68' Кехілл 77' |

| Динамо, Мінськ8 Глядачів: 23 000 Арбітр: Павел Крістіан Балай (Румунія) |

| 1 жовтня 2009 19:00 |

| АЕК             | 1:0      | Бенфіка |
| --------------- | -------- | ------- |
| Майсторович 43' | Протокол |         |

| Олімпійський стадіон, Афіни Глядачів: 12 420 Арбітр: Стефан Йоганнессон (Швеція) |

| 22 жовтня 2009 19:00 |

| БАТЕ                   | 2:1      | АЕК               |
| ---------------------- | -------- | ----------------- |
| Павлов 51' Алумона 85' | Протокол | Бланко 31' (пен.) |

| Динамо, Мінськ8 Арбітр: Жолт Сабо (Угорщина) |

| 22 жовтня 2009 19:00 |

| Бенфіка                                      | 5:0      | Евертон |
| -------------------------------------------- | -------- | ------- |
| Савіола 14', 83' Кардосо 47', 48' Луїзао 52' | Протокол |         |

| Ештадіу да Луж, Лісабон Глядачів: 44 534 Арбітр: Микола Іванов (Росія) |

| 5 листопада 2009 21:05 |

| АЕК                   | 2:2      | БАТЕ                      |
| --------------------- | -------- | ------------------------- |
| Бланко 1' Мандука 38' | Протокол | Родіонов 17' Володько 25' |

| Олімпійський стадіон, Афіни Глядачів: 10 000 Арбітр: Алон Єфет (Ізраїль) |

| 5 листопада 2009 21:05 |

| Евертон | 0:2      | Бенфіка                 |
| ------- | -------- | ----------------------- |
|         | Протокол | Савіола 63' Кардосо 76' |

| Ґудісон-Парк, Ліверпуль Глядачів: 30 790 Арбітр: Саїд Еннжимі (Франція) |

| 2 грудня 2009 19:00 |

| АЕК | 0:1      | Евертон         |
| --- | -------- | --------------- |
|     | Протокол | Білялетдінов 6' |

| Олімпійський стадіон, Афіни Глядачів: 15 000 Арбітр: Клаудіо Чиркетта (Швейцарія) |

| 2 грудня 2009 19:00 |

| БАТЕ                 | 1:2      | Бенфіка                        |
| -------------------- | -------- | ------------------------------ |
| Мігел Вітор 69' (аг) | Протокол | Савіола 46' Фабіу Коентрау 63' |

| Динамо, Мінськ8 Глядачів: 10 000 Арбітр: Томас Айнваллер (Австрія) |

| 17 грудня 2009 21:05 |

| Евертон | 0:1      | БАТЕ       |
| ------- | -------- | ---------- |
|         | Протокол | Юревич 75' |

| Гудісон-Парк, Ліверпуль Глядачів: 18 242 Арбітр: Селчук Дерелі (Туреччина) |

| 17 грудня 2009 21:05 |

| Бенфіка           | 2:1      | АЕК        |
| ----------------- | -------- | ---------- |
| Ді Марія 45', 73' | Протокол | Бланко 84' |

| Ештадіу да Луж, Лісабон Глядачів: 20 000 Арбітр: Джанлука Роккі (Італія) |

8 БАТЕ проводив домашні матчі групового етапу на стадіоні Міський стадіон, Мінськ оскільки домашня арена не відповідала вимогам УЄФА.

### Група J
| М  | Команда  | І | В | Н | П | МЗ | МП | РМ  | О  |
| -- | -------- | - | - | - | - | -- | -- | --- | -- |
| 1. | Шахтар   | 6 | 4 | 1 | 1 | 14 | 3  | +11 | 13 |
| 2. | Брюгге   | 6 | 3 | 2 | 1 | 10 | 8  | +2  | 11 |
| 3. | Тулуза   | 6 | 2 | 1 | 3 | 6  | 11 | −5  | 7  |
| 4. | Партизан | 6 | 1 | 0 | 5 | 6  | 14 | −8  | 3  |

| 17 вересня 2009 21:05 |

| Брюгге      | 1:4      | Шахтар                                     |
| ----------- | -------- | ------------------------------------------ |
| Герертс 62' | Протокол | Гай 11' Вілліан 19' Срна 35' Кравченко 75' |

| Ян Брейдел, Брюгге Глядачів: 17 770 Арбітр: Мартін Інгварссон (Швеція) |

| 17 вересня 2009 21:05 |

| Партизан             | 2:3      | Тулуза                    |
| -------------------- | -------- | ------------------------- |
| Крстаїч 23' Клео 67' | Протокол | Сір'єкс 30', 38' Дево 49' |

| Стадіон Партизана, Белград Глядачів: 13 845 Арбітр: Селчук Дерелі (Туреччина) |

| 1 жовтня 2009 19:00 |

| Тулуза                 | 2:2      | Брюгге                   |
| ---------------------- | -------- | ------------------------ |
| Сіссоко 54' Жиньяк 84' | Протокол | Акпала 52' Перишич 90+4' |

| Муніципальний стадіон, Тулуза Глядачів: 12 215 Арбітр: Саша Кевер (Швейцарія) |

| 1 жовтня 2009 19:00 |

| Шахтар                                                   | 4:1      | Партизан |
| -------------------------------------------------------- | -------- | -------- |
| Ломич 24' (аг) Луїс Адріану 39' Жадсон 54' Ракицький 67' | Протокол | Ляїч 86' |

| Донбас-Арена, Донецьк Глядачів: 49 480 Арбітр: Вільям Коллам (Шотландія) |

| 22 жовтня 2009 19:00 |

| Шахтар                                                  | 4:0      | Тулуза |
| ------------------------------------------------------- | -------- | ------ |
| Фернандіньо 7' (пен.) Луїс Адріану 24', 56' Хюбшман 38' | Протокол |        |

| Донбас-Арена, Донецьк Глядачів: 50 217 Арбітр: Бруну Пайшау (Португалія) |

| 22 жовтня 2009 19:00 |

| Брюгге                        | 2:0      | Партизан |
| ----------------------------- | -------- | -------- |
| Перишич 4' Брежанчич 58' (аг) | Протокол |          |

| Ян Брейдел, Брюгге Глядачів: 18 903 Арбітр: Майкл Леслі Дін (Англія) |

| 5 листопада 2009 21:05 |

| Тулуза | 0:2      | Шахтар                   |
| ------ | -------- | ------------------------ |
|        | Протокол | Луїс Адріану 50' Гай 63' |

| Муніципальний стадіон, Тулуза Глядачів: 12 046 Арбітр: Сесар Муніс Фернандес (Іспанія) |

| 5 листопада 2009 21:05 |

| Партизан               | 2:4      | Брюгге                                      |
| ---------------------- | -------- | ------------------------------------------- |
| Ляїч 52' Вашингтон 66' | Протокол | Перишич 28' Куема 36', 57' Оджиджа-Офое 74' |

| Стадіон Партизана, Белград Глядачів: 12 000 Арбітр: Роберт Шергенхофер (Австрія) |

| 3 грудня 2009 19:00 |

| Шахтар | 0:0      | Брюгге |
| ------ | -------- | ------ |
|        | Протокол |        |

| Донбас-Арена, Донецьк Глядачів: 46 000 Арбітр: Жолт Сабо (Угорщина) |

| 3 грудня 2009 19:00 |

| Тулуза     | 1:0      | Партизан |
| ---------- | -------- | -------- |
| Бротен 54' | Протокол |          |

| Муніципальний стадіон, Тулуза Глядачів: 11 123 Арбітр: Крістінн Якобссон (Ісландія) |

| 16 грудня 2009 21:05 |

| Брюгге        | 1:0      | Тулуза |
| ------------- | -------- | ------ |
| Перишич 90+3' | Протокол |        |

| Ян Брейдел, Брюгге Глядачів: 23 668 Арбітр: Свейн Моен (Норвегія) |

| 16 грудня 2009 21:05 |

| Партизан  | 1:0      | Шахтар |
| --------- | -------- | ------ |
| Діарра 6' | Протокол |        |

| Стадіон Партизана, Белград Глядачів: 2 000 Арбітр: Міхаель Вайнер (Німеччина) |

### Група K
| М  | Команда    | І | В | Н | П | МЗ | МП | РМ | О  |
| -- | ---------- | - | - | - | - | -- | -- | -- | -- |
| 1. | ПСВ        | 6 | 4 | 2 | 0 | 8  | 3  | +5 | 14 |
| 2. | Копенгаген | 6 | 3 | 1 | 2 | 7  | 4  | +3 | 10 |
| 3. | Спарта     | 6 | 2 | 1 | 3 | 7  | 9  | −2 | 7  |
| 4. | ЧФР Клуж   | 6 | 1 | 0 | 5 | 4  | 10 | −6 | 3  |

| 17 вересня 2009 21:05 |

| Спарта               | 2:2      | ПСВ                    |
| -------------------- | -------- | ---------------------- |
| Губник 76' Земан 87' | Протокол | Рейс 80', 90+1' (пен.) |

| Дженералі Арена, Прага Глядачів: 16 703 Арбітр: Дуглас Макдональд (Шотландія) |

| 17 вересня 2009 21:05 |

| ЧФР Клуж             | 2:0      | Копенгаген |
| -------------------- | -------- | ---------- |
| Куліо 53' Траоре 75' | Протокол |            |

| Константін Радулеску, Клуж-Напока Глядачів: 22 000 Арбітр: Олексій Кульбаков (Білорусь) |

| 1 жовтня 2009 19:00 |

| Копенгаген | 1:0      | Спарта |
| ---------- | -------- | ------ |
| Ндой 25'   | Протокол |        |

| Паркен, Копенгаген Глядачів: 15 043 Арбітр: Ханнес Каасік (Естонія) |

| 1 жовтня 2009 19:00 |

| ПСВ       | 1:0      | ЧФР Клуж |
| --------- | -------- | -------- |
| Баккал 9' | Протокол |          |

| Філіпс Стадіон, Ейндговен Глядачів: 14 500 Арбітр: Томмі Шервен (Норвегія) |

| 22 жовтня 2009 19:00 |

| ПСВ      | 1:0      | Копенгаген |
| -------- | -------- | ---------- |
| Рейс 72' | Протокол |            |

| Філіпс Стадіон, Ейндговен Глядачів: 16 000 Арбітр: Алан Келлі (Ірландія) |

| 22 жовтня 2009 19:00 |

| Спарта               | 2:0      | ЧФР Клуж |
| -------------------- | -------- | -------- |
| Куцка 15' Губник 32' | Протокол |          |

| Дженералі Арена, Прага Глядачів: 10 133 Арбітр: Олексій Ніколаєв (Росія) |

| 5 листопада 2009 21:05 |

| Копенгаген          | 1:1      | ПСВ         |
| ------------------- | -------- | ----------- |
| Гронк'яр 39' (пен.) | Протокол | Джуджак 72' |

| Паркен, Копенгаген Глядачів: 21 605 Арбітр: Владімір Гриняк (Словаччина) |

| 5 листопада 2009 21:05 |

| ЧФР Клуж                   | 2:3      | Спарта                         |
| -------------------------- | -------- | ------------------------------ |
| Траоре 25' Дубарб'єр 90+1' | Протокол | Голенда 6', 13' Вільфрід 90+6' |

| Константін Радулеску, Клуж-Напока Глядачів: 10 000 Арбітр: Селчук Дерелі (Туреччина) |

| 3 грудня 2009 19:00 |

| ПСВ        | 1:0      | Спарта |
| ---------- | -------- | ------ |
| Рейс 90+1' | Протокол |        |

| Філіпс Стадіон, Ейндговен Глядачів: 29 500 Арбітр: Мартін Інгварссон (Швеція) |

| 3 грудня 2009 19:00 |

| Копенгаген          | 2:0      | ЧФР Клуж |
| ------------------- | -------- | -------- |
| Вінгор 37' Ндой 43' | Протокол |          |

| Паркен, Копенгаген Глядачів: 11 567 Арбітр: Дарко Чеферін (Словенія) |

| 16 грудня 2009 21:05 |

| Спарта | 0:3      | Копенгаген                        |
| ------ | -------- | --------------------------------- |
|        | Протокол | Ндой 22', 30' Гронк'яр 54' (пен.) |

| Дженералі Арена, Прага Глядачів: 17 151 Арбітр: Саша Кевер (Швейцарія) |

| 16 грудня 2009 21:05 |

| ЧФР Клуж | 0:2      | ПСВ                            |
| -------- | -------- | ------------------------------ |
|          | Протокол | Лазович 19' (пен.) Амрабат 68' |

| Константін Радулеску, Клуж-Напока Глядачів: 3 000 Арбітр: Саїд Еннжимі (Франція) |

### Група L
| М  | Команда  | І | В | Н | П | МЗ | МП | РМ  | О  |
| -- | -------- | - | - | - | - | -- | -- | --- | -- |
| 1. | Вердер   | 6 | 5 | 1 | 0 | 17 | 6  | +11 | 16 |
| 2. | Атлетик  | 6 | 3 | 1 | 2 | 10 | 8  | +2  | 10 |
| 3. | Аустрія  | 6 | 0 | 2 | 4 | 4  | 16 | −12 | 2  |
| 4. | Насьонал | 6 | 1 | 2 | 3 | 11 | 12 | −1  | 5  |

| 17 вересня 2009 21:05 |

| Атлетик                             | 3:0      | Аустрія |
| ----------------------------------- | -------- | ------- |
| Льоренте 8' (пен.), 24' Муньяїн 56' | Протокол |         |

| Сан-Мамес, Більбао Глядачів: 26 000 Арбітр: Кевін Блом (Нідерланди) |

| 17 вересня 2009 21:05 |

| Насьонал             | 2:3      | Вердер                             |
| -------------------- | -------- | ---------------------------------- |
| Лопес 68' Халліш 75' | Протокол | Фрінгс 39' (пен.) Пісарро 55', 85' |

| Ештадіу да Мадейра, Фуншал Глядачів: 3 082 Арбітр: Свейн Моен (Норвегія) |

| 1 жовтня 2009 19:00 |

| Вердер                                 | 3:1      | Атлетик        |
| -------------------------------------- | -------- | -------------- |
| Хунт 18' Налдо 41' Фрінгс 90+4' (пен.) | Протокол | Льоренте 90+1' |

| Везерштадіон, Бремен Глядачів: 24 305 Арбітр: Александру Дан Тудор (Румунія) |

| 1 жовтня 2009 19:00 |

| Аустрія     | 1:1      | Насьонал   |
| ----------- | -------- | ---------- |
| Шумахер 76' | Протокол | Мікаел 35' |

| Франц Хорр, Відень Глядачів: 11 000 Арбітр: Тоні Шапрон (Франція) |

| 22 жовтня 2009 19:00 |

| Аустрія                  | 2:2      | Вердер           |
| ------------------------ | -------- | ---------------- |
| Сулімані 73' Шумахер 87' | Протокол | Пісарро 19', 63' |

| Франц Хорр, Відень Глядачів: 11 000 Арбітр: Паоло Тальявенто (Італія) |

| 22 жовтня 2009 19:00 |

| Атлетик                    | 2:1      | Насьонал   |
| -------------------------- | -------- | ---------- |
| Ечеверрія 67' Льоренте 86' | Протокол | Мікаел 42' |

| Сан-Мамес, Більбао Глядачів: 24 569 Арбітр: Іштван Вод (Угорщина) |

| 5 листопада 2009 21:05 |

| Вердер                    | 2:0      | Аустрія |
| ------------------------- | -------- | ------- |
| Боровськи 81' Алмейда 84' | Протокол |         |

| Везерштадіон, Бремен Глядачів: 24 000 Арбітр: Стефан Йоганнессон (Швеція) |

| 5 листопада 2009 21:05 |

| Насьонал         | 1:1      | Атлетик              |
| ---------------- | -------- | -------------------- |
| Едгар 64' (пен.) | Протокол | Ечеверрія 85' (пен.) |

| Ештадіу да Мадейра, Фуншал Глядачів: 2 945 Арбітр: Вільям Коллам (Шотландія) |

| 3 грудня 2009 19:00 |

| Аустрія | 0:3      | Атлетик                        |
| ------- | -------- | ------------------------------ |
|         | Протокол | Льоренте 19', 84' Сан-Хосе 62' |

| Франц Хорр, Відень Глядачів: 11 000 Арбітр: Свейн Моен (Норвегія) |

| 3 грудня 2009 19:00 |

| Вердер                                    | 4:1      | Насьонал   |
| ----------------------------------------- | -------- | ---------- |
| Розенберг 31', 34' Морено 84' Марін 90+2' | Протокол | Мікаел 61' |

| Везерштадіон, Бремен Глядачів: 24 784 Арбітр: Алон Єфет (Ізраїль) |

| 16 грудня 2009 21:05 |

| Атлетик | 0:3      | Вердер                              |
| ------- | -------- | ----------------------------------- |
|         | Протокол | Пісарро 13' Налдо 20' Розенберг 36' |

| Сан-Мамес, Більбао Глядачів: 38 000 Арбітр: Серж Гюм'єнні (Бельгія) |

| 16 грудня 2009 21:05 |

| Насьонал                                           | 5:1      | Аустрія     |
| -------------------------------------------------- | -------- | ----------- |
| Мікаел 23', 57' Матеуш 33' Томашевич 61' Лопес 66' | Протокол | Шумахер 21' |

| Ештадіу да Мадейра, Фуншал Глядачів: 3 000 Арбітр: Костас Капітаніс (Кіпр) |